# Unguja
Unguja (cũng gọi là Zanzibar) là hòn đảo lớn nhất và đông dân nhất tại Zanzibar, Tanzania.

## Địa lý
Unguja là một đảo có nhiều đồi núi, dài khoảng 85 kilômét (53 mi) theo chiều bắc-nam và rộng 30 kilômét (19 mi) theo chiều đông tây ở khoảng cách cực đại, với tổng diện tích 1.666 kilômét vuông (643 dặm vuông Anh). Unguja nằm ở phía nam của Quần đảo Zanzibar trên Ấn Độ Dương, cách hòn đảo lớn thứ hai của quần đảo là Pemba 59 kilômét (37 mi) về phía nam. Unguja và Tanzania đại lục tách biệt nhau qua eo biển Zanzibar.
Bao quanh Unguja là một số hòn đảo nhỏ hơn, trong số đó chỉ có hai đảo là Tumbatu và Uzi có người cư trú. Các đảo khác gồm có Bawe, Chapwani, Changuu, Chumbe, Kizingo, Kwale, Latham, Mautani, Miwi, Mnemba, Mwana wa Mwana, Nianembe, Popo, Pungume, và Ukanga.

## Chính trị
Unguja và các đảo xung quanh được phân thành ba vùng: Zanzibar Trung/Nam (thủ phủ là Koani), Zanzibar Bắc (thủ phủ là Mkokotoni), Zanzibar Đô thị/Tây (thủ phủ là thành phố Zanzibar). Unguja thuộc Zanzibar, Hiến pháp Tanzania xác định khu vực này là "một phần" của Tanzania với quyền tự trị cao độ. Chính phủ địa phương Zanzibar đặt tại Stone Town, trên bờ tây của đảo Unguja.

## Dân cư
Theo điều tra năm 2012, tổng dân số của đảo Unguja là 896.721 người, hầu hết họ tập trung tại vùng đô thị Zanzibar. Điểm định cư chính trên đảo là thành phố Zanzibar, đây cũng là thủ đô của Zanzibar và bao gồm khu thành lịch sử Stone Town, hay Michenzani. Các khu dân cư khác trên đảo Unguja bao gồm Mbweni, Mangapwani, Chwaka, và Nungwi.
Người dân Unguja hầu hết nói kiunguja ("tiếng Unguja"), một phương ngữ của tiếng Swahili, tiếng Swahili tiêu chuẩn được xác định bằng cách dựa chủ yếu trên phương ngữ của đảo.

## Kinh tế
Unguja có một ngành công nghiệp du lịch phát triển, đóng góp một phần đáng kể cho nền kinh tế của đảo. Bên cạnh đó, đảo cũng có một ngành nông nghiệp (bao gồm sản xuất các loại gia vụ như đinh hương và ngư nghiệp. Dọc theo toàn bộ bờ biển phía đông, hầu hết các ngôi làng sinh sống dựa vào nghề nuôi trồng tảo biển.